# Rántotta

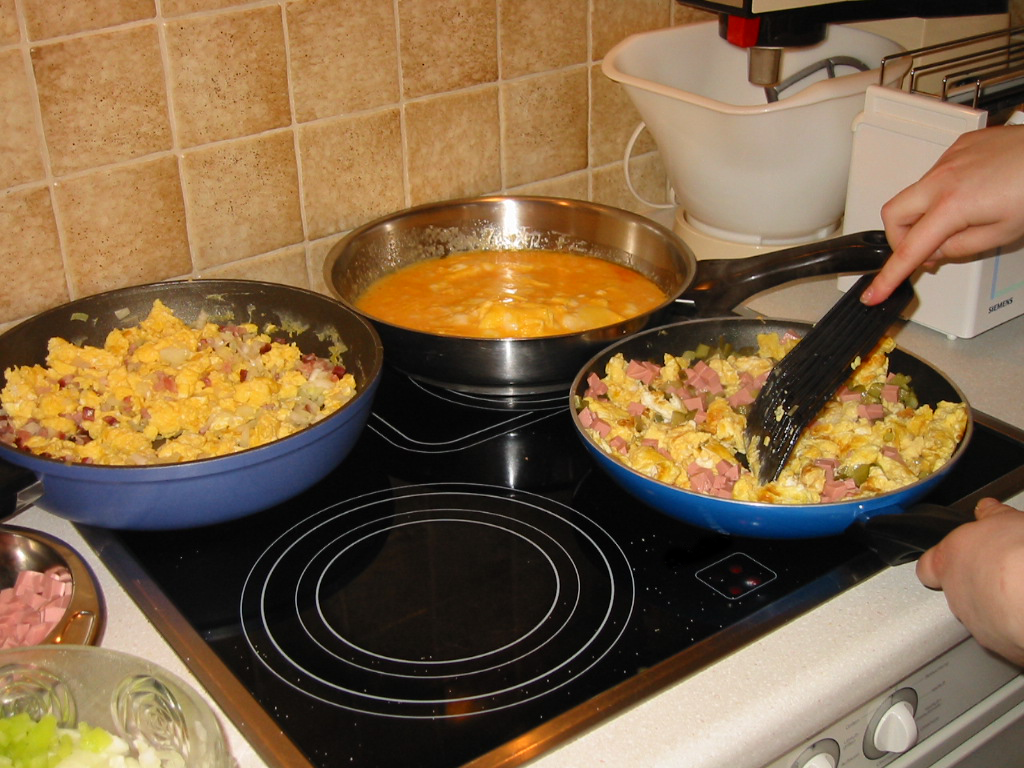
Több rántotta készítése

A rántotta tojásból (általában tyúktojásból), sütéssel készült étel.

## Elkészítése
A tojásokat mély tálban, ízlés szerint vizet vagy tejet hozzáadva jól megkeverjük és sózzuk. A zsírt, vajat, tojás- vagy palacsintasütőben megforrósítjuk, s a tojást beleöntjük. Csökkentjük a hőfokot és közben lassan kavargatjuk. Ízlés szerint keményebbre vagy lágyabbra hagyhatjuk. Adhatunk hozzá sonkát, hagymát, borsot, egyéb gyógynövényeket, vagy sajtot. A tojást kocsonyás állapotban vesszük le a lángról. Az így készült rántotta krémes állagú. Ha bármilyen folyadék szivárog az ételből, az annak a jele, hogy nem sült át rendesen, vagy túl magas nedvességtartalmú zöldségeket adtunk hozzá.

### Egyéb elkészítési módok
Az Escoffier-féle mód dupla serpenyőt használ hőforrásnak, amely a közvetlen fűtési módszerrel ellentétben nem igényli a hőfok beállítását. A tojásokat a tűzhelyen sütés közben kavarjuk el, nem pedig előtte. Így a tojás a sütés közben nem ég le, és kocsonyásra sül. Ezt a módszert a „régi klasszikus konyha” alkalmazta. Az eljárás során a tojás minden alkalommal tökéletesen átsül, viszont sokkal időigényesebb a hagyományos módszerhez képest. Akár 15 percet is igénybe vehet, míg a tojás tökéletesen megsül.
Mikrohullámú sütő is szolgálhat eszközként a rántotta sütéséhez. A felvert tojásokat rövid időközökre tesszük be a mikrohullámú sütőbe, közben mindig megkeverjük. Csak addig hagyjuk benne, amíg a tojás éppen csak kocsonyásodni kezd, de még lágy, mert a sütés befejezése után tovább keményedik. Ez nagyon gyors elkészítést tesz lehetővé, viszont könnyen elrontható, ezért folyamatosan ügyelnünk kell arra, nehogy túlsüssük.
Készíthetünk rántottát a vákuum alatti sütés módszerével is. Ennek eredményeként még simább, már-már pudinghoz hasonló állagú lesz a tojás, pedig kevergetni sem kell állandóan.
A tejszínes rántotta készítése során az úgynevezett gőzfúvóka segítségével a tojásba vajas gőzt fecskendezünk. Ilyen fúvóka van például az eszpresszógépben is.

## Tálalás

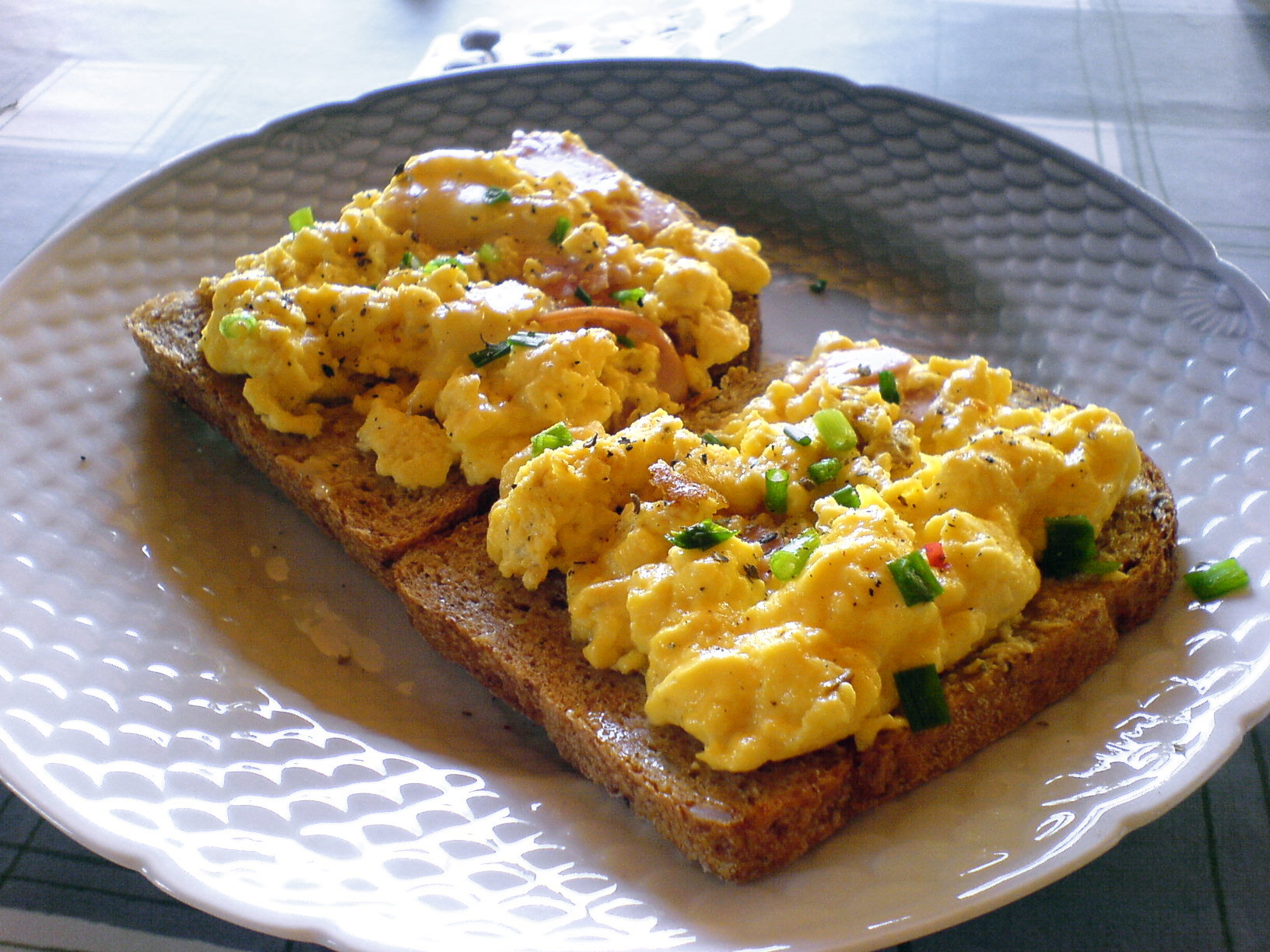
Rántotta kenyérszeleteken tálalva

A klasszikus tálaláshoz a rántottát mély ezüsttálban szolgálják fel. Reggeliként fogyasztva gyakran pirítóssal, szalonnával, füstölt lazaccal, sonkával, kolbásszal vagy zöldségekkel kerül asztalra. Legnépszerűbb ízesítői a ketchup, valamint a csípős szósz.

## Változatai
- Rántotta à l'arlésienne: cukkiniből készült péppel, fokhagyma ízesítésű paradicsom founde-val, és parmezán sajttal.
- Rántotta à l'américaine: serpenyőben füstölt szalonnával, sütött és szeletelt sült szalonnával és grillezett paradicsommal körített.
- Tojás bhurji: a rántotta indiai változata. Köretként adhatunk hozzá hagymát, zöld chilit, apróra vágott gyömbért, kurkumaport, és kis kockára szeletelt paradicsomot, meghintve zöld korianderrel. A tojás bhurji másik változata a Parsi akuri.
- Szójás rántotta: szójaszósszal
- Hagymás rántotta: a Fülöp-szigetekről eredeztethető. A hagymát vagy megpirítjuk először a serpenyőben és utána adjuk hozzá a tojást, vagy a hagymát összekeverjük a tojással és csak ez után öntjük a serpenyőbe.
- Rántotta digüeñes: a chilei konyha különlegessége. A rántottát a Cyttaria espinosae nevű helyi gombafajtával készítik.
- Migas: kukoricás tortillába tekert rántotta, hússal és zöldségekkel.
- Sültparadicsomos rántotta: gyakori kínai és Fülöp-szigeteki főétel. Gyorsan és könnyen elkészíthető, közkedvelt tizenévesek és egyetemisták körében.